# 第十二代博福特公爵亨利·索美塞特
第十二代博福特公爵亨利·約翰·菲茨羅伊·索美塞特（英語：Henry John FitzRoy Somerset, 12th Duke of Beaufort；1952年5月22日—），也以「哈利·博福特」、「邦特·博福特」和「邦特·伍斯特」等名為人熟知，曾在2017年前使用伍斯特侯爵作為禮節性頭銜。他是一名英格蘭貴族、土地主及音樂人，並擁有包括巴德明頓莊園在內、位於格洛斯特郡和威爾特郡的多處土地和房產。

## 生平
亨利·索美塞特是第十一代博福特公爵大衛·索美塞特和妻子卡羅琳·簡·西恩女勳爵（Caroline Jane Thynne）的兒子。他是金雀花王朝的父系後裔，但他的十八世祖第一代伍斯特伯爵查爾斯·索美塞特其實是父親亨利·博福特的私生子。
他曾先後就讀於霍特里預備學校、伊頓公學和皇家農業學院。
亨利是一名歌手和作曲人。他在2004年9月與珍妮特·湯普森（Janet Thompson）等人組成搖滾樂隊「The Listening Device」並擔任主唱。樂隊共發表了兩張專輯，並曾在2006年舉行的海克利爾搖滾音樂會擔任嘉賓樂隊，與布萊恩·費瑞、艾瑞克·克萊普頓及羅傑·沃特斯同台演出。
2017年，亨利在父親去世後繼承了博福特公爵爵位，亦接手公爵家族世襲擁有的博福特公爵獵狐隊。

## 家庭

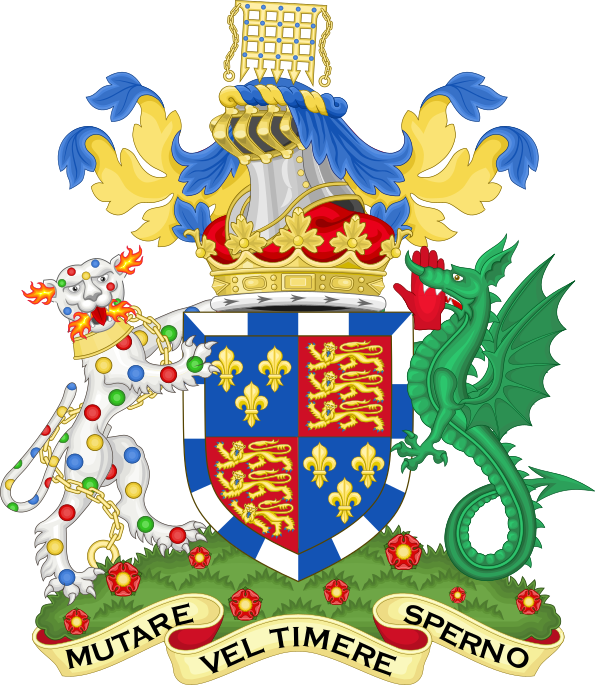
博福特公爵的紋章，以「我鄙視改變或恐懼（Mutare vel timere sperno）」為銘言。

亨利的第一任妻子是環保活動家、演員特蕾西·路易絲·沃德（蕾秋·沃德的妹妹、第三代達德利伯爵威廉·沃德的孫女）。二人在1987年6月13日於牛津郡康韋爾結婚，其後分居，並最終於2018年離婚，但特蕾西仍獲准保留博福特公爵夫人頭銜。二人育有三名子女：
- 伍斯特侯爵亨利·羅伯特·菲茨羅伊·索美塞特（1989年1月20日出生）：他曾使用格拉摩根伯爵頭銜。他於2020年8月與露西·埃莉諾·約克-朗（Lucy Eleanor Yorke-Long）結婚，並育有一子亨利[9]。
- 伊莎貝拉·索美塞特女勳爵（1992年8月3日出生）[10]
- 亞歷山大·索美塞特勳爵（1993年11月19日出生）[10]

公爵在2018年4月30日和第二任妻子、同樣也是再婚的新聞工作者喬治亞·鮑威爾（小說家安東尼·鮑威爾的孫女）結婚。